# Hamilton Aquatic Club
El Hamilton Aquatic Club es un club acuático canadiense con sede en la ciudad de Hamilton.

## Palmarés
- 21 veces campeón de la liga de Canadá de waterpolo masculino[2]